# Germigny-des-Prés
Germigny-des-Prés és un municipi francès, situat al departament del Loiret i a la regió de Centre – Vall del Loira. L'any 2007 tenia 715 habitants.

## Demografia

### Població
El 2007 la població de fet de Germigny-des-Prés era de 715 persones. Hi havia 256 famílies, de les quals 64 eren unipersonals (16 homes vivint sols i 48 dones vivint soles), 56 parelles sense fills, 132 parelles amb fills i 4 famílies monoparentals amb fills.
La població ha evolucionat segons el següent gràfic:
Habitants censats

### Habitatges
El 2007 hi havia 368 habitatges, 268 eren l'habitatge principal de la família, 80 eren segones residències i 20 estaven desocupats. Tots els 342 habitatges eren cases. Dels 268 habitatges principals, 220 estaven ocupats pels seus propietaris, 46 estaven llogats i ocupats pels llogaters i 2 estaven cedits a títol gratuït; 1 tenia una cambra, 16 en tenien dues, 36 en tenien tres, 70 en tenien quatre i 145 en tenien cinc o més. 215 habitatges disposaven pel capbaix d'una plaça de pàrquing. A 94 habitatges hi havia un automòbil i a 160 n'hi havia dos o més.

### Piràmide de població
La piràmide de població per edats i sexe el 2009 era:
| Homes | Edats   | Dones |
| ----- | ------- | ----- |
| 0     | 95 o +  | 0     |
| 0     | 90 a 94 | 0     |
| 4     | 85 a 89 | 4     |
| 8     | 80 a 84 | 0     |
| 8     | 75 a 79 | 8     |
| 20    | 70 a 74 | 0     |
| 4     | 65 a 69 | 24    |
| 16    | 60 a 64 | 20    |
| 12    | 55 a 59 | 4     |
| 8     | 50 a 54 | 0     |
| 12    | 45 a 49 | 16    |
| 52    | 40 a 44 | 32    |
| 24    | 35 a 39 | 32    |
| 32    | 30 a 34 | 16    |
| 16    | 25 a 29 | 16    |
| 8     | 20 a 24 | 4     |
| 32    | 15 a 19 | 28    |
| 20    | 10 a 14 | 20    |
| 16    | 5 a 9   | 16    |
| 16    | 0 a 4   | 20    |

## Economia
El 2007 la població en edat de treballar era de 453 persones, 370 eren actives i 83 eren inactives. De les 370 persones actives 355 estaven ocupades (190 homes i 165 dones) i 15 estaven aturades (9 homes i 6 dones). De les 83 persones inactives 30 estaven jubilades, 31 estaven estudiant i 22 estaven classificades com a «altres inactius».

### Ingressos
El 2009 a Germigny-des-Prés hi havia 275 unitats fiscals que integraven 734 persones, la mediana anual d'ingressos fiscals per persona era de 20.468 €.

### Activitats econòmiques
Dels 19 establiments que hi havia el 2007, 5 eren d'empreses de construcció, 4 d'empreses de comerç i reparació d'automòbils, 1 d'una empresa de transport, 3 d'empreses d'hostatgeria i restauració, 1 d'una empresa financera, 4 d'empreses immobiliàries i 1 d'una empresa de serveis.
Dels 6 establiments de servei als particulars que hi havia el 2009, 3 eren paletes, 1 guixaire pintor, 1 fusteria i 1 restaurant.
L'any 2000 a Germigny-des-Prés hi havia 28 explotacions agrícoles que ocupaven un total de 516 hectàrees.

## Equipaments sanitaris i escolars
El 2009 hi havia una escola elemental integrada dins d'un grup escolar amb les comunes properes formant una escola dispersa.

## Poblacions més properes
El següent diagrama mostra les poblacions més properes.